# Ilija Mitić
Ilija Mitić (in cir. Илија Митић; Belgrado, 19 luglio 1940 – San Francisco, 2 settembre 2023) è stato un calciatore jugoslavo naturalizzato statunitense.

## Carriera

### Club
Formatosi nel Partizan, con cui vinse nella sua stagione d'esordio, la Prva Liga 1960-1961, il campionato jugoslavo. Il successo venne bissato la stagione seguente, in cui tra l'altro raggiunse gli ottavi di finale della Coppa dei Campioni 1961-1962. Nella terza e sua ultima stagione con la maglia del Partizan vince nuovamente il campionato ma viene eliminato dalla Coppa dei Campioni 1962-1963 al turno preliminare.
Nel 1963 passa al Bor e due anni dopo all'OFK Belgrado, con cui ottiene nella Prva Liga 1965-1966 il sesto posto finale e la vittoria della Kup Maršala Tita 1965-1966. La stagione seguente è invece chiusa al tredicesimo posto.
Nella stagione 1967 viene ingaggiato dagli statunitensi degli Oakland Clippers. Con i Clippers vinse la prima ed unica edizione della NPSL. 
La stagione seguente sempre con i Clippers gioca nella neonata NASL, ottenendo il secondo posto della Pacific Division.
Nella stagione 1969, dopo aver disputato alcuni incontri di esibizione con i Clippers, è in forza ai Dallas Tornado, con cui ottiene il terzo posto finale.
Nel 1969 Mitić ritorna a giocare in Europa, con i francesi dell'Olympique Marsiglia. Con i marsigliesi ottiene il secondo posto della Division 1 1969-1970.
Nella stagione seguente si trasferisce nei Paesi Bassi, per giocare con l'Holland Sport con cui giunse al quindicesimo posto del massimo campionato olandese.
Nel 1971 viene ingaggiato dal Den Bosch, sempre militante in Eredivisie. Nella prima stagione ottiene il sedicesimo posto finale, mentre in quella seguente retrocede con i suoi in cadetteria a causa del diciottesimo ed ultimo posto ottenuto.
Nel 1973 torna ai Dallas Tornado, con cui giunge a disputare la finale del campionato, persa contro i Philadelphia Atoms. È inoltre capocannoniere della squadra e del torneo, a pari merito con Warren Archibald dei Miami Toros, con dodici reti segnate. Nella stagione 1974 invece raggiunge le semifinali del torneo.
Nel corso della stagione 1975 passa ai S.J. Earthquakes, con cui ottiene il quinto ed ultimo posto della Pacific Division. Nella stagione seguente raggiunge con i suoi le semifinali del torneo.
Dopo esser tornato ai Dallas Tornado per disputare la stagione indoor, ritorna agli Earthquakes con cui nella stagione 1977 raggiunge i turni di spareggio per l'accesso al titolo. La stagione seguente chiude l'anno all'ultimo posto della Western Division dell'American Conference.
Ritornerà a giocare con gli Earthquakes due anni dopo per disputare solo i campionati indoor.

### Nazionale
Ottenuta la nazionalità Mitić indossò la maglia degli USA in una amichevole contro la Polonia nel 1973.

## Statistiche

### Cronologia presenze e reti in nazionale
| Cronologia completa delle presenze e delle reti in nazionale ― Stati Uniti | Cronologia completa delle presenze e delle reti in nazionale ― Stati Uniti | Cronologia completa delle presenze e delle reti in nazionale ― Stati Uniti | Cronologia completa delle presenze e delle reti in nazionale ― Stati Uniti | Cronologia completa delle presenze e delle reti in nazionale ― Stati Uniti | Cronologia completa delle presenze e delle reti in nazionale ― Stati Uniti | Cronologia completa delle presenze e delle reti in nazionale ― Stati Uniti | Cronologia completa delle presenze e delle reti in nazionale ― Stati Uniti |
| Data                                                                       | Città                                                                      | In casa                                                                    | Risultato                                                                  | Ospiti                                                                     | Competizione                                                               | Reti                                                                       | Note                                                                       |
| -------------------------------------------------------------------------- | -------------------------------------------------------------------------- | -------------------------------------------------------------------------- | -------------------------------------------------------------------------- | -------------------------------------------------------------------------- | -------------------------------------------------------------------------- | -------------------------------------------------------------------------- | -------------------------------------------------------------------------- |
| 10-8-1973                                                                  | San Francisco                                                              | Stati Uniti                                                                | 0 – 4                                                                      | Polonia                                                                    | Amichevole                                                                 | -                                                                          |                                                                            |
| Totale                                                                     |                                                                            | Presenze                                                                   | 1                                                                          |                                                                            | Reti                                                                       | 0                                                                          |                                                                            |

## Palmarès
- Campionato jugoslavo: 3

Partizan Belgrado: 1960-1961, 1961-1962, 1962-1963
- Coppa di Jugoslavia: 1

OFK Belgrado: 1965-1966
- NPSL I: 1

Oakland Clippers:1967